# Ligament médial de l'articulation temporo-mandibulaire
Le ligament latéral temporo-mandibulaire (ou ligament latéral interne de l’articulation temporo-maxillaire ou court ligament latéral interne de Morris) est un ligament de l'articulation temporo-mandibulaire situé sur la face profonde de celle-ci

## Structure
Le ligament latéral de l'articulation temporo-mandibulaire est un ligament triangulaire qui relie les portions tympano-squameuse et pétro-squameuse de la fissure pétro-tympano-squameuse par sa base et la face médiale du col du processus condylien du mandibule par son sommet